# Challenge 1934

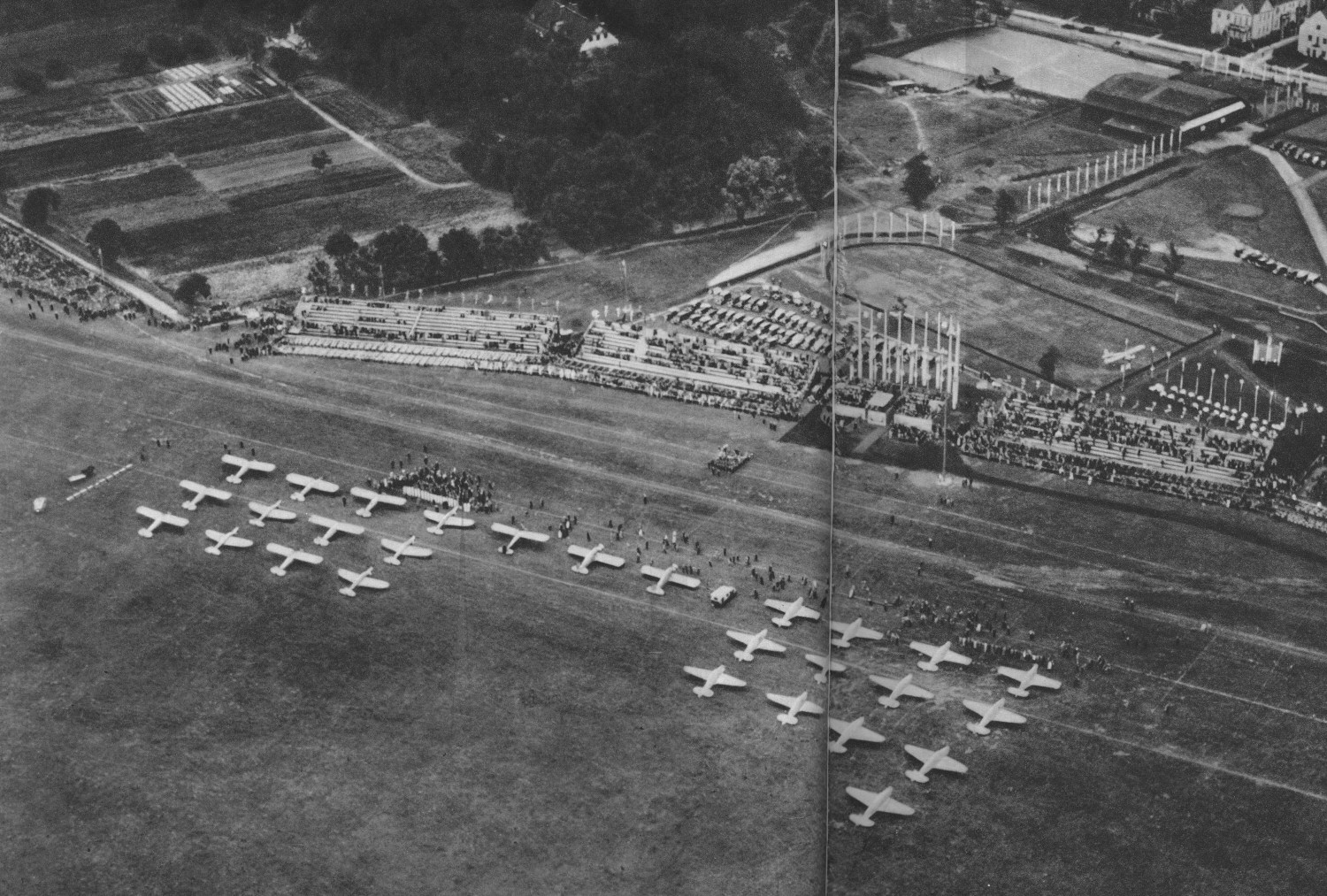
Ceremonia otwarcia Challenge 1934 na lotnisku mokotowskim w Warszawie. Po lewej: zespół polski (samoloty RWD-9 i PZL.26), pośrodku: zespół czechosłowacki (samoloty RWD-9 oraz dwa Aero A.200), po prawej: zespół niemiecki (Bf 108, Klemm Kl 36, Fieseler Fi 97). Zespół włoski jeszcze nie dotarł.

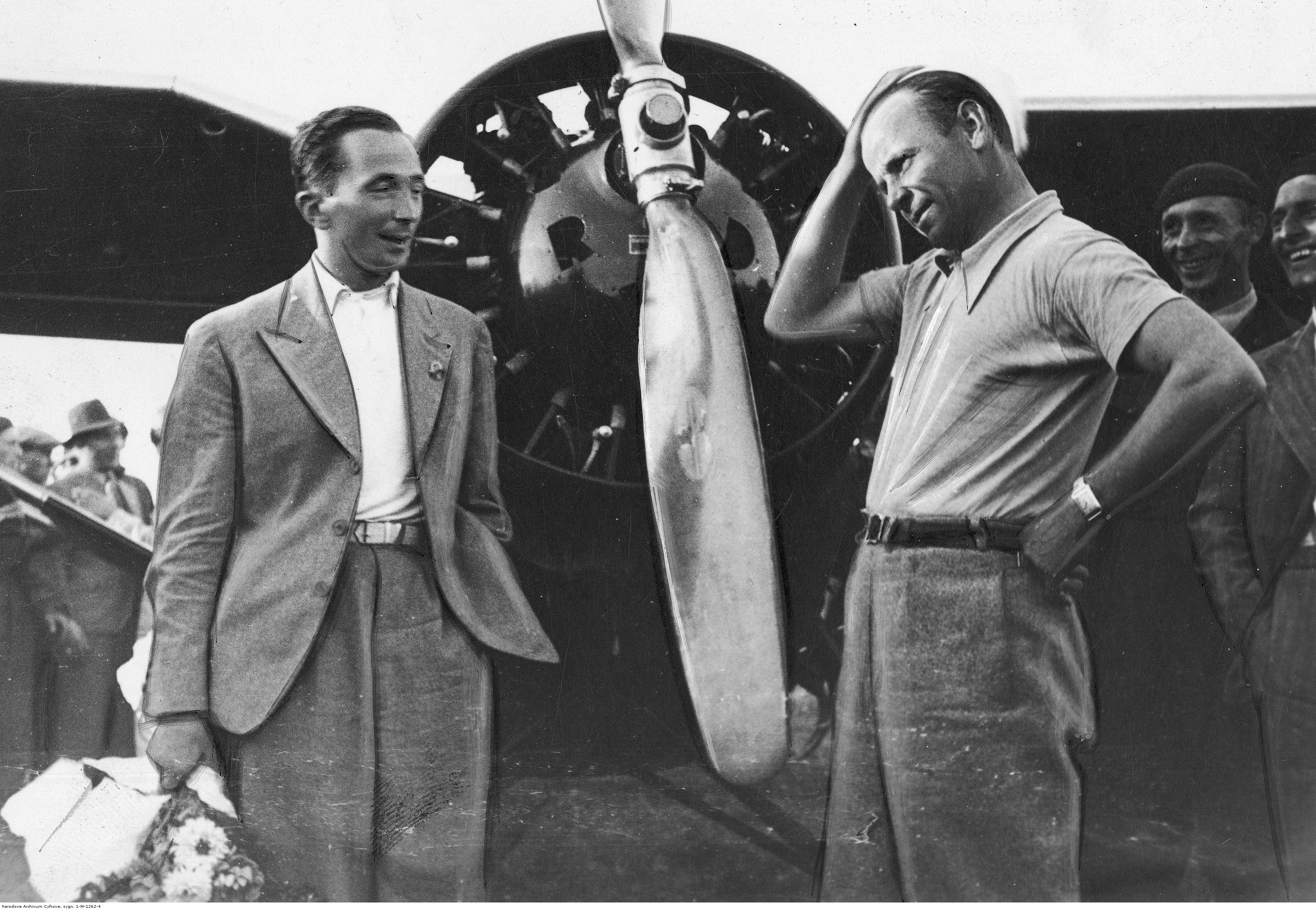
Zwycięzcy Challenge 1934 w Warszawie – Jerzy Bajan i Gustaw Pokrzywka przed RWD-9S

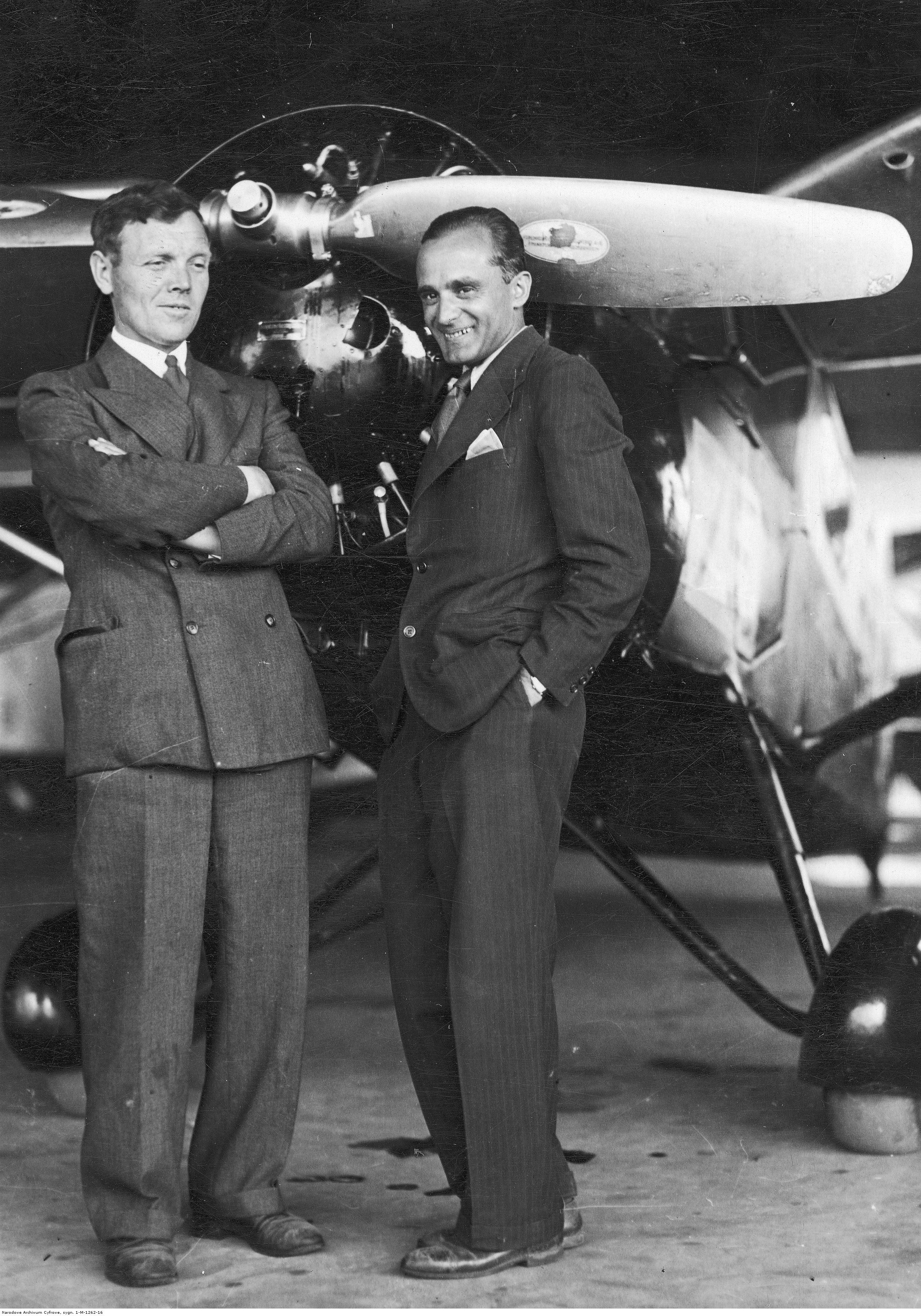
Challenge 1934 – zdobywcy 2. miejsca Stanisław Płonczyński i Stanisław Zientek przed RWD 9S

Międzynarodowe Zawody Samolotów Turystycznych Challenge 1934 – odbywały się w dniach 28 sierpnia–16 września 1934 roku w Warszawie i były czwartym i ostatnim konkursem z cyklu Challenge organizowanym przez Międzynarodową Federację Lotniczą. Zakończyły się zwycięstwem ekipy polskiej, w skład której wchodzili Jerzy Bajan i Gustaw Pokrzywka. Ekipa ta brała także udział w poprzednich zawodach.

## Opis
Zawody z roku 1934 organizował Aeroklub Polski, ponieważ ekipa polski – Franciszek Żwirko i Stanisław Wigura – zwyciężyła w ich poprzedniej edycji. Zasady konkursu ogłoszono w czerwcu 1933 roku. Tak jak w przypadku poprzednich edycji, tak i te zawody składały się z trzech osobno punktowanych konkurencji: prób technicznych samolotów, próby szybkości maksymalnej oraz lotu okrężnego wokół Europy. Jego trasa liczyła ponad 9,5 tys. km i została wytyczona wokół Europy i północnej Afryki. Załogi w czasie rajdu wykonywały 27 lądowań na wyznaczonych lotniskach. Jako że głównym celem zawodów była stymulacja rozwoju lotnictwa turystycznego, tym razem nacisk w ocenianiu wyników położono na wydajność i jakość samolotów biorących w nich udział. Jednakże to jednostkowe umiejętności pilotów okazały się rozstrzygające.
Ceremonia otwarcia odbyła się 28 sierpnia 1934 roku na lotnisku mokotowskim znajdującym się na Polu Mokotowskim w Warszawie. Ekipa włoska przybyła z dwugodzinnym opóźnieniem spowodowanym złymi warunkami atmosferycznymi. W trakcie pokazów polski samolot PZL P.7a uległ rozbiciu podczas akrobacji, jednak pilot przeżył.
Liczba ekip, a także samolotów biorących udział w Challenge 1934, była mniejsza niż w poprzedniej edycji i zmalała ostatecznie do 34 maszyn w porównaniu z 43 maszynami, które wystąpiły w 1932. Stało się tak, ponieważ zawody przerodziły się w trudną imprezę specjalistyczną, stawiającą wysokie wymagania sprzętowi oraz wymagającą wysokiego poziomu wyszkolenia załóg. Większe szanse miały samoloty specjalnie opracowane na zawody.
Ekipy składały się z dwóch osób: pilota i mechanika. W Challenge 1934 brały udział ekipy z zaledwie czterech krajów: z Polski, Niemiec, Włoch i Czechosłowacji. Lotnik brytyjski, Walter MacPherson, przystąpił do konkursu w polskiej ekipie. Zespół francuski, składający się z ośmiu ekip, zrezygnował z udziału w zawodach, ponieważ konstrukcja samolotu Caudron C.500 nie została dokończona na czas, a ponadto samolot ważył zbyt wiele. Za zdobycie pierwszego miejsca w zawodach przewidziano nagrodę w wysokości 100 tysięcy franków francuskich, za drugie miejsce 40 tysięcy FRF, za trzecie 20 tysięcy FRF, za czwarte 10 tysięcy FRF oraz po 6 tysięcy dla pozostałych 15 ekip.
Polskę reprezentowało 11 załóg latających na samolotach RWD-9 (6 maszyn) i PZL-26 (5 maszyn), skonstruowanych specjalnie na zawody Challenge w oparciu o RWD-6 i PZL-19. Załogi Piotr Dudziński – Eustachy Kołodziej, Szczepan Grzeszczyk – Ładysław May, Jan Balcer – Jan Kulza, Andrzej Włodarkiewicz – Eugeniusz Przysiecki, Ignacy Giedgowd – Marian Kmieć startowały na samolotach PZL-26. Załogi Jerzy Bajan – Gustaw Pokrzywka, Jan Buczyński – Tadeusz Lewkowicz, Stanisław Płonczyński – Stanisław Zientek, Tadeusz Karpiński – Adam Gawęda startowały na samolotach RWD-9S, napędzanych polskimi silnikami Skoda GR-760 konstrukcji inż. Stanisława Nowkuńskiego. Załogi Henryk Skrzypiński – Michał Lorenc, Stefan Florianowicz – Leon Zamiara startowały na samolotach RWD-9W, napędzanych słabszymi czeskimi silnikami Walter Bora. Prócz ekipy polskiej, dwa samoloty RWD-9W użytkowała ekipa czechosłowacka. Ponadto w barwach Polski startowała też jedna załoga angielska i jedna austriacka.

## Samoloty

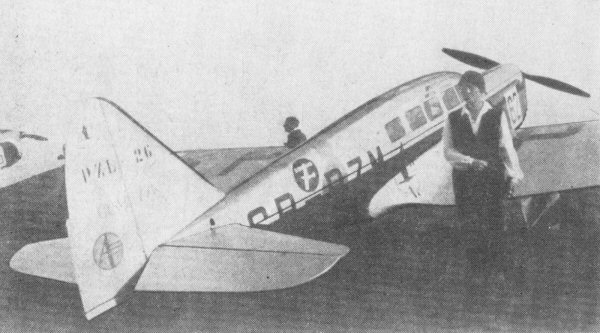
Polski PZL.26 SP-PZM i jego pilot Jerzy Giedgowd podczas Challenge 1934

Zawody przewidziane były jako konkurs samolotów turystycznych, więc maszyny biorące w nich udział musiały wziąć na swój pokład co najmniej dwie osoby, wystartować i wylądować na krótkim pasie startowym i przelecieć określony dystans z dobrą prędkością marszową. Na Challenge 1934 wszystkie kraje przygotowały nowe samoloty mające sprostać wygórowanym wymaganiom – jedynym wyjątkiem była maszyna MacPhersona, de Havilland DH 80 Puss Moth, który jednakże również zmodyfikowano na potrzeby tych elitarnych zawodów. Wszystkie samoloty były jednopłatowcami konstrukcji mieszanej bądź metalowej z 3 lub 4 siedzeniami w zamkniętej kabinie oraz posiadały zaawansowaną technologię konstrukcji skrzydeł (m.in. klapy i skrzela).
Większość samolotów była szybkimi dolnopłatami: niemieckie Messerschmitt Bf 108 (4 maszyny), Fieseler Fi 97 (5) i Klemm Kl 36 (4); polskie PZL.26 (6), włoskie Pallavicino PS-1 (2), Breda Ba-39 (2), Ba-42 (2) oraz czeskie Aero A.200 (2). Wyjątkiem był podstawowy samolot polskich zespołów, górnopłat RWD-9 (7 maszyn), na którym latała także jedna z czeskich ekip, oraz Puss Moth MacPhersona. Z tych wszystkich maszyn jedynie Bf 108 i PS-1 miały chowane podwozie.
Samoloty niemieckie miały numery startowe od 12 do 26, włoskie od 41 do 46, czechosłowackie od 51 do 54, a polskie od 61 do 81. Numery umieszczano na kadłubach maszyn w polu czarnego kwadratu.

## Próby techniczne
29 sierpnia rozpoczęła się ocena techniczna maszyn biorących udział w zawodach. Jako że był to konkurs nastawiony na samoloty turystyczne, to punktami nagradzano również takie cechy jak: wygodna kabina z dobrą widocznością, obecność trzeciego i czwartego fotela, i ich umiejscowienie obok siebie, bogaty zestaw wskaźników, wygodę i szybkość uruchamiania silnika, łatwość składania skrzydeł, urządzenia podwyższające poziom bezpieczeństwa oraz nowoczesną konstrukcję z użyciem metalu. Widoczność oceniana była przez umieszczenie lampy w kabinie samolotu stojącego w zaciemnionym hangarze i badaniu oświetlonej strefy.

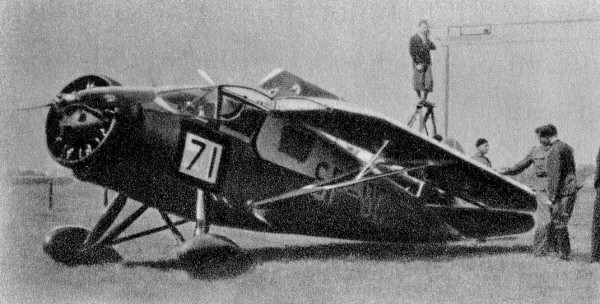
RWD-9 Jerzego Bajana podczas próby składania skrzydeł. W trakcie prób technicznych samolot otrzymał 427 pkt, co uplasowało go na 5 pozycji

Wszystkie niemieckie i włoskie samoloty, a także de Havilland przekroczyły narzucony limit masy pustego samolotu, wynoszący 560 kg, w związku z czym niektóre zbyteczne części musiały zostać rozmontowane. Pierwszą zakończoną próbą było szybkie uruchamianie silnika przeprowadzone w dniach 31 sierpnia–1 września. Większość samolotów zdobyło maksymalną liczbę 24 punktów.
Ocena techniczna trwała do 4 września, a największą liczbę punktów otrzymały: Bf 108 (450–452 pkt), następnie Pallavicino PS-1 (438 pkt), Fi 97 (428–431 pkt), Aero A.200 (429 pkt) oraz RWD-9 (427 pkt). Po nich następowały: Klemm Kl 36 (394–407 pkt), PZL.26 (383 pkt), Puss Moth (373 pkt) i Bredy (323–346 pkt).
W dniach 3–4 września odbywały się próby krótkiego startu, które wymagały od ekip przelecenia nad 8-metrowej wysokości bramą. Najlepszy wynik osiągnął Czech Vojtěch Žaček, który wystartował z najkrótszego dystansu, tj. 74,5 m (Aero A.200); za nim uplasował się Jerzy Bajan (RWD-9) oraz Ján Ambruš również na A.200. Polskie samoloty RWD-9 i PZL.26 oraz niemieckie Fi 97 także osiągnęły dobre wyniki, natomiast włoskie oraz pozostałe niemieckie samoloty okazały się znacznie gorsze, z rezultatami powyżej 100 m. Dla porównania, najlepszy rezultat z zawodów Challenge 1932 wyniósł 91,6 m.
| Najlepsze wyniki próby krótkiego startu | Najlepsze wyniki próby krótkiego startu | Najlepsze wyniki próby krótkiego startu | Najlepsze wyniki próby krótkiego startu | Najlepsze wyniki próby krótkiego startu | Najlepsze wyniki próby krótkiego startu |
| --------------------------------------- | --------------------------------------- | --------------------------------------- | --------------------------------------- | --------------------------------------- | --------------------------------------- |
|                                         | Pilot                                   | Kraj                                    | Samolot                                 | Odległość                               | Punkty                                  |
| 1.                                      | Vojtěch Žaček                           | Czechosłowacja                          | Aero A.200                              | 74.5 m                                  | 141 pkt                                 |
| 2.                                      | Jerzy Bajan                             | Polska                                  | RWD-9S                                  | 76.1 m                                  | 140 pkt                                 |
| 3.                                      | Ján Ambruš                              | Czechosłowacja                          | Aero A.200                              | 77.6 m                                  | 138 pkt                                 |
| 4.                                      | Szczepan Grzeszczyk                     | Polska                                  | PZL.26                                  | 78.2 m                                  | 138 pkt                                 |
| 5.                                      | Gerhard Hubrich                         | Niemcy                                  | Fieseler Fi 97                          | 78.3 m                                  | 138 pkt                                 |

## Wyniki zawodów

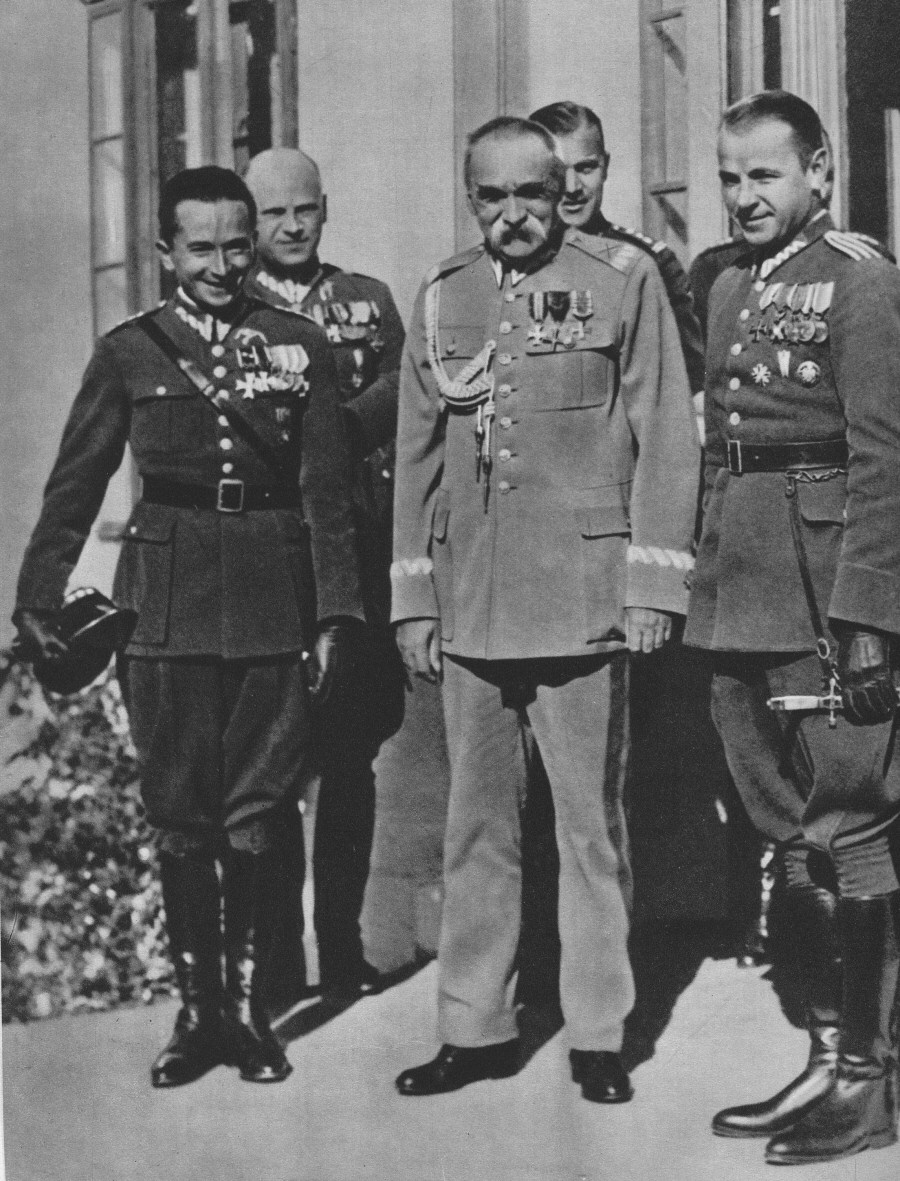
J. Bajan (po lewej) z marszałkiem Józefem Piłsudskim (w środku) i G. Pokrzywką (po prawej) po zwycięstwie w Challenge 1934

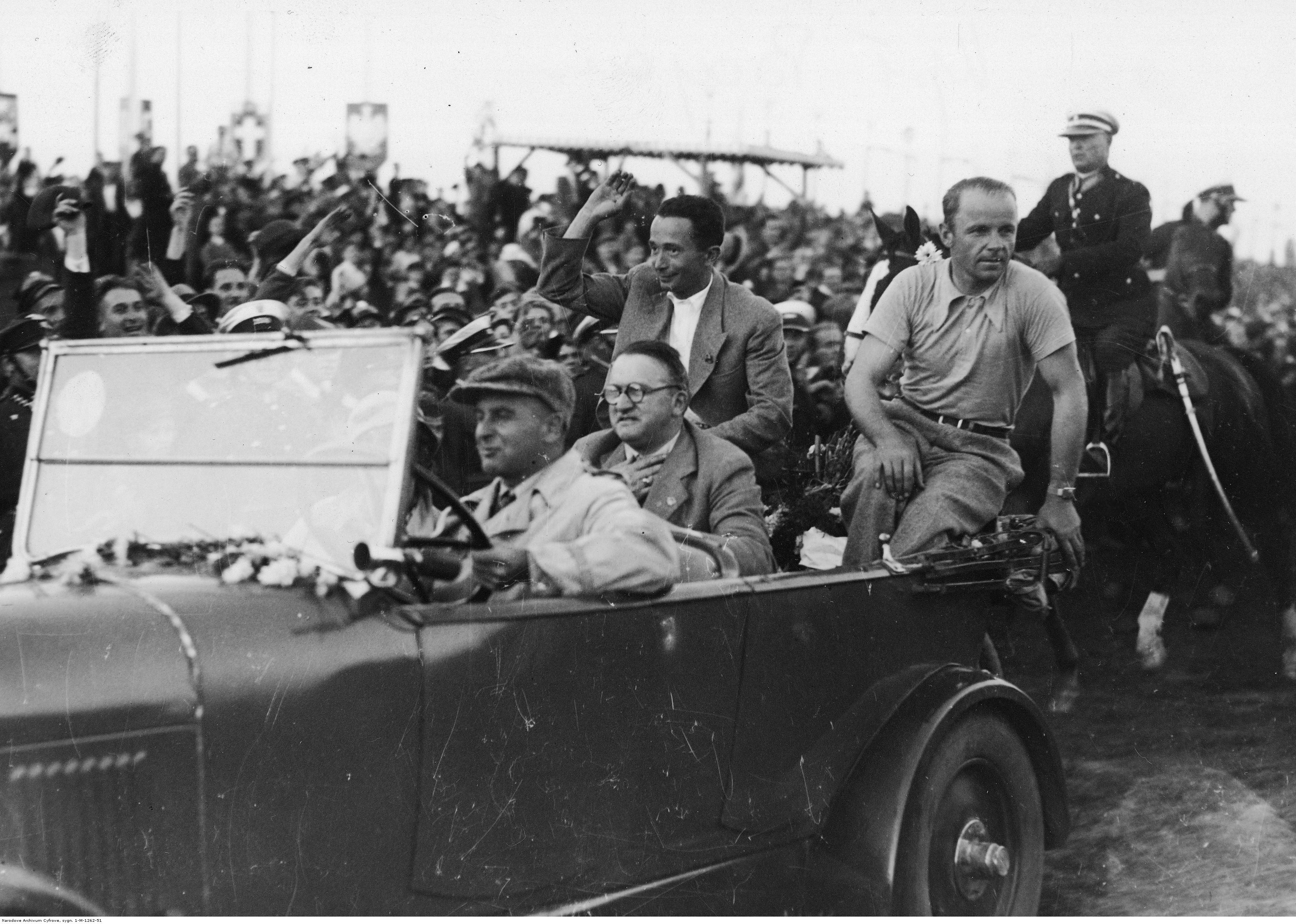
Challenge 1934 w Warszawie – zwycięzcy kpt. pilot Jerzy Bajan i mechanik Gustaw Pokrzywka przejeżdżają wzdłuż trybun

Ceremonia zamknięcia zawodów odbyła się zaraz po próbie szybkości maksymalnej, która miała miejsce 16 września. Zwycięzcami klasyfikacji generalnej była polska załoga w składzie: pilot Jerzy Bajan i mechanik Gustaw Pokrzywka. Sukces nie był wyłącznie wynikiem ich wyjątkowych umiejętności pilotażowych, lecz także zaawansowanej technologii polskiego samolotu RWD-9. Silnik „G. R. Skoda” na potrzeby maszyn zarówno Bajana, jak i drugiego w klasyfikacji Płonczyńskiego skonstruował inż. Stanisław Nowkuński. Dzięki zwycięstwu Bajana i Pokrzywki, Polska otrzymała prawo organizacji następnych zawodów z cyklu Challenge, które miały odbyć się w 1936. Gdyby sukces z 1932 oraz 1934 roku został powtórzony, puchar zawodów zostałby przyznany Polsce na własność. Jednakże Challenge 1936 już się nie odbył. Polska, jako zwycięzca, zrezygnowała z organizacji ze względu na koszty, natomiast pozostałe państwa, przewidując zbliżającą się wojnę, przesunęły zainteresowania na rozwój samolotów wojskowych.
|     | Pilot                 | Kraj           | Samolot          | Nr rej. / nr start. | Pkt: Tech. + Rajd + Szyb. | = Razem |
| 1.  | Jerzy Bajan           | Polska         | RWD-9S           | SP-DRD / 71         | 994 + 861 + 41            | 1896    |
| 2.  | Stanisław Płonczyński | Polska         | RWD-9S           | SP-DRC / 75         | 953 + 868 + 45            | 1866    |
| 3.  | Hans Seidemann        | Niemcy         | Fieseler Fi 97   | D-IPUS / 19         | 939 + 874 + 33            | 1846    |
| 4.  | Ján Ambruš            | Czechosłowacja | Aero A.200       | OK-AMB / 52         | 915 + 880 + 27            | 1822    |
| 5.  | Theo Osterkamp        | Niemcy         | Bf 108A          | D-IMUT / 14         | 854 + 875 + 81            | 1810    |
| 6.  | Werner Junck          | Niemcy         | Bf 108A          | D-IJES / 16         | 895 + 838 + 73            | 1806    |
| 7.  | Jan Buczyński         | Polska         | RWD-9S           | SP-DRE / 72         | 920 + 836 + 44            | 1800    |
| 8.  | Jan Anderle           | Czechosłowacja | RWD-9W           | OK-AMD / 54         | 915 + 855 + 27            | 1797    |
| 9.  | Georg Pasewaldt       | Niemcy         | Fieseler Fi 97   | D-IDAH / 22         | 885 + 880 + 29            | 1794    |
| 10. | Karl Francke          | Niemcy         | Bf 108A          | D-IGAK / 15         | 899 + 816 + 77            | 1792    |
| 11. | Piotr Dudziński       | Polska         | PZL.26           | SP-PZL / 61         | 875 + 880 + 31            | 1786    |
| 12. | Kurt Bayer            | Niemcy         | Fieseler Fi 97   | D-IBYR / 18         | 902 + 854 + 26            | 1782    |
| 13. | Wolf Hirth            | Niemcy         | Fieseler Fi 97   | D-IVIF / 17         | 915 + 819 + 27            | 1761    |
| 14. | Vojtěch Žaček         | Czechosłowacja | Aero A.200       | OK-AMA / 51         | 890 + 845 + 14            | 1749    |
| 15. | Henryk Skrzypiński    | Polska         | RWD-9W           | SP-DRB / 76         | 883 + 826 + 33            | 1742    |
| 16. | Gerhard Hubrich       | Niemcy         | Fieseler Fi 97   | D-IZUH / 21         | 936 + 763 + 29            | 1728    |
| 17. | Ignacy Giedgowd       | Polska         | PZL.26           | SP-PZM / 62         | 839 + 880 + 0             | 1719    |
| 18. | Armando François      | Włochy         | Pallavicino PS-1 | I-FRAN / 42         | 801 + 747 + 13            | 1561    |
| 19. | Ernesto Sanzin        | Włochy         | Breda Ba-39S     | I-LUDO / 46         | 559 + 723 + 0             | 1282    |

## Spuścizna

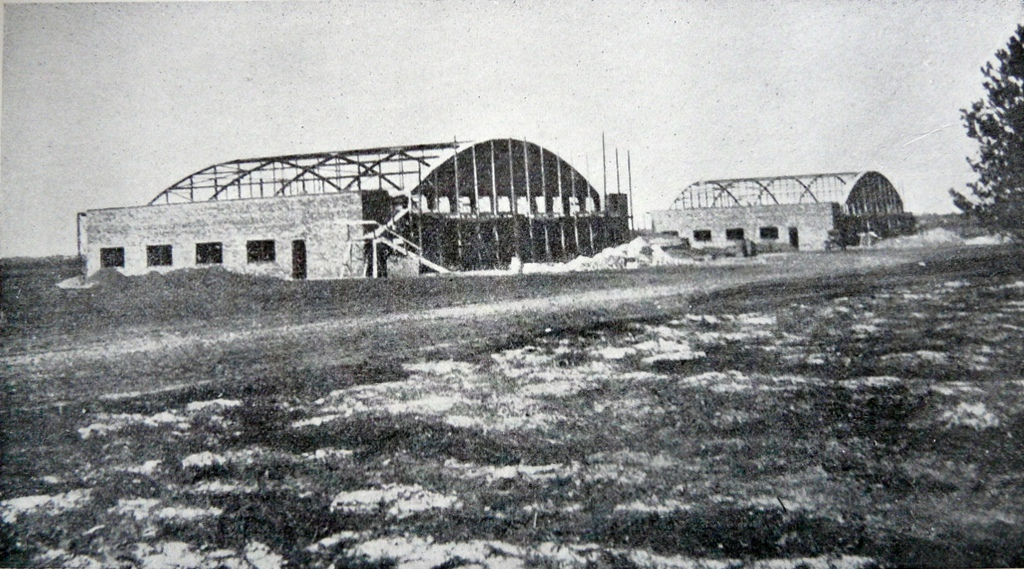
Budowa lotniska i szkoły pilotów im. Marszałka Śmigłego-Rydza w Świdniku k. Lublina. Lata 1934–35.

Zwycięstwa w Challenge były wielkimi triumfami Polski na arenie międzynarodowej i przyczyniły się do popularyzacji lotnictwa wśród polskiego społeczeństwa. Dzięki triumfowi polskich lotników, Aeroklub RP po raz drugi otrzymał prawo organizacji zawodów Challenge, które miały zostać rozegrane w 1936 roku. Gdyby sukces z 1932 oraz 1934 roku został powtórzony, to puchar zawodów zostałby przyznany Polsce na własność. Rozbudziły się wielkie nadzieje; hojność społeczeństwa i instytucji była ogromna, jednak równie ogromne były potrzeby. Świetne wyniki polskich ekip przyczyniły się między innymi do powstania lotniska Lublin i znajdującej się przy nim cywilnej szkoły pilotów LOPP. Polska potwierdziła swoją ówczesną pozycję lidera światowego lotnictwa, były to też wielkie dni dla rozwoju rodzimego przemysłu lotniczego. Konstrukcje RWD rozpoczęły nadzwyczaj intensywny okres rozwoju polskiego lotnictwa turystycznego osiągając swój szczytowy okres właśnie podczas Challenge z 1934 roku. Oprócz zwycięskiej załogi Bajan–Pokrzywka, w pierwszej dziesiątce uplasowały się jeszcze dwa składy polskie, także na RWD-9: na drugim i siódmym miejscu. Kolejny RWD oraz dwa PZL-26 znalazły się w drugiej dziesiątce.
Same zawody Challenge przeszły ewolucję i z rywalizacji popularnych samolotów turystycznych w końcu lat 20. XX wieku stały się konkursem wyrafinowanych, zaawansowanych konstrukcji. W 1935 na posiedzeniu FAI przedstawiciel Aeroklubu RP poinformował, że Polska wycofuje się z udziału w kolejnej edycji zawodów, nie podejmie się też ich organizacji. Z propozycji FAI – przejęcia od Polski roli gospodarza zawodów – nie skorzystały aerokluby innych państw. Wobec braku możliwości kontynuacji zawodów postanowiono na stałe przyznać Polsce, jako triumfatorowi ostatniej edycji, Puchar Przechodni. Kpt. pil. Jerzy Bajan i mechanik sierż. Gustaw Pokrzywka przeszli w ten sposób do historii lotnictwa jako zwycięzcy ostatnich Międzynarodowych Zawodów Samolotów Turystycznych Challenge, rozegranych w 1934 roku.